# La Renaudière
La Renaudière és un municipi francès situat al departament de Maine i Loira i a la regió de País del Loira. L'any 2007 tenia 963 habitants.

## Demografia

### Població
El 2007 la població de fet de La Renaudière era de 963 persones. Hi havia 352 famílies de les quals 64 eren unipersonals (24 homes vivint sols i 40 dones vivint soles), 120 parelles sense fills, 152 parelles amb fills i 16 famílies monoparentals amb fills.
La població ha evolucionat segons el següent gràfic:
Habitants censats

### Habitatges
El 2007 hi havia 374 habitatges, 359 eren l'habitatge principal de la família, 8 eren segones residències i 7 estaven desocupats. 366 eren cases i 7 eren apartaments. Dels 359 habitatges principals, 287 estaven ocupats pels seus propietaris, 69 estaven llogats i ocupats pels llogaters i 3 estaven cedits a títol gratuït; 4 tenien una cambra, 11 en tenien dues, 40 en tenien tres, 76 en tenien quatre i 228 en tenien cinc o més. 297 habitatges disposaven pel capbaix d'una plaça de pàrquing. A 135 habitatges hi havia un automòbil i a 207 n'hi havia dos o més.

### Piràmide de població
La piràmide de població per edats i sexe el 2009 era:
| Homes | Edats   | Dones |
| ----- | ------- | ----- |
| 0     | 95 o +  | 0     |
| 0     | 90 a 94 | 4     |
| 0     | 85 a 89 | 0     |
| 0     | 80 a 84 | 8     |
| 24    | 75 a 79 | 8     |
| 8     | 70 a 74 | 16    |
| 36    | 65 a 69 | 36    |
| 16    | 60 a 64 | 12    |
| 12    | 55 a 59 | 16    |
| 16    | 50 a 54 | 20    |
| 32    | 45 a 49 | 24    |
| 28    | 40 a 44 | 20    |
| 28    | 35 a 39 | 32    |
| 24    | 30 a 34 | 20    |
| 44    | 25 a 29 | 52    |
| 12    | 20 a 24 | 16    |
| 32    | 15 a 19 | 36    |
| 16    | 10 a 14 | 28    |
| 20    | 5 a 9   | 36    |
| 28    | 0 a 4   | 24    |

## Economia
El 2007 la població en edat de treballar era de 606 persones, 497 eren actives i 109 eren inactives. De les 497 persones actives 462 estaven ocupades (275 homes i 187 dones) i 35 estaven aturades (11 homes i 24 dones). De les 109 persones inactives 37 estaven jubilades, 33 estaven estudiant i 39 estaven classificades com a «altres inactius».

### Ingressos
El 2009 a La Renaudière hi havia 361 unitats fiscals que integraven 934 persones, la mediana anual d'ingressos fiscals per persona era de 16.205 €.

### Activitats econòmiques
Dels 29 establiments que hi havia el 2007, 1 era d'una empresa alimentària, 7 d'empreses de construcció, 7 d'empreses de comerç i reparació d'automòbils, 2 d'empreses de transport, 1 d'una empresa d'hostatgeria i restauració, 3 d'empreses financeres, 6 d'empreses de serveis i 2 d'empreses classificades com a «altres activitats de serveis».
Dels 7 establiments de servei als particulars que hi havia el 2009, 1 era una oficina bancària, 1 taller de reparació d'automòbils i de material agrícola, 1 guixaire pintor, 3 lampisteries i 1 perruqueria.
Dels 2 establiments comercials que hi havia el 2009, 1 era una fleca i 1 una floristeria.
L'any 2000 a La Renaudière hi havia 40 explotacions agrícoles que ocupaven un total de 1.548 hectàrees.

## Equipaments sanitaris i escolars
El 2009 hi havia una escola elemental.

## Poblacions més properes
El següent diagrama mostra les poblacions més properes.